# Auequelle
Die Auequelle ist ein Naturschutzgebiet in der niedersächsischen Gemeinde Kirchlinteln im Landkreis Verden und der Gemeinde Kirchwalsede in der Samtgemeinde Bothel im Landkreis Rotenburg (Wümme).

## Allgemeines
Das Naturschutzgebiet mit dem Kennzeichen NSG LÜ 058 ist rund 5 Hektar groß. Davon entfallen 4,5 Hektar auf den Landkreis Verden und 0,5 Hektar auf den Landkreis Rotenburg (Wümme). Das Gebiet steht seit dem 27. August 1974 unter Naturschutz. Zuständige untere Naturschutzbehörden sind die Landkreise Verden und Rotenburg (Wümme).

## Beschreibung
Das Naturschutzgebiet liegt südlich von Eversen und stellt den sumpfigen Quellbereich eines Baches im Randbereich des Wedeholzes, einer waldbestandenen Hochfläche, und der Grünlandniederung des Everser Bachs unter Schutz. Der Bach fließt bereits nach wenigen hundert Metern in den Everser Bach.